# كيكي لارا
كيكي لارا (بالإنجليزية: Kiki Lara)‏ (24 يوليو 1981 بلاس كروسيس في الولايات المتحدة - ) هو مدرب كرة قدم ولاعب كرة قدم أمريكي في مركز الوسط. لعب مع Minnesota Thunder ‏ وPortland Timbers (2001–2010) ‏.

## وصلات خارجية
- كيكي لارا على موقع قاعدة بيانات كرة القدم.إي يو (الإنجليزية)